# Wilstermann Cooperativas
Il Wilstermann Cooperativas è una società calcistica boliviana di Potosí, fondata il 12 aprile 1958.

## Storia
Prese parte a una stagione di massima serie boliviana: la Liga del Fútbol Profesional Boliviano 1985. In tale annata giunse all'11º posto, retrocedendo in seconda divisione; risultò la seconda compagine per numero di sconfitte (15 su 28 gare); con 55 reti fu anche la terza difesa più battuta. Da allora la società non ha più fatto ritorno sul palcoscenico nazionale, rimanendo nella divisione regionale.